# So You Want to Be on the Radio
So You Want to Be on the Radio ist ein US-amerikanischer Kurzfilm aus dem Jahr 1948 von Richard L. Bare. Die Hauptrollen sind mit George O’Hanlon und Phyllis Coates besetzt.

## Inhalt
Joe Mc Doakes und seine Frau sind begeisterte Radiohörer und lieben es, an Sendungen teilzunehmen. Jedes Mal, wenn sie das Glück haben tatsächlich ausgewählt worden zu sein, kommt etwas dazwischen, das ihre Teilnahme verhindert.

## Produktion, Veröffentlichung
Es handelt sich um eine Richard L. Bare Produktion, hergestellt von Vitaphone für Warner Bros.
Der Film gehört zu einer Filmreihe von 63 Kurzfilmen, die in den Jahren 1942 bis 1956 entstanden, und jeweils mit So You … begannen, auch bekannt als Behind the Eight Fall-Serie. George O’Hanlon spielte in den So You Want to Be …-Filmen des Rolle des Joe McDoakes, ab 1948 war Phyllis Coates die Frau an McDoakes Seite. Der Name Joe Doakes war seinerzeit ein in Amerika populärer Slang-Begriff für den durchschnittlichen Mann.
Im Film erklingt das Lied I Know That You Know mit der Musik von Vincent Youmans, gespielt wird es während der Eröffnungsszene und zum Ende des Films.
So You Want to Be on the Radio hatte in den USA am 6. November 1948 Premiere.

## Auszeichnung
Gordon Hollingshead war auf der Oscarverleihung 1949 mit dem Film für einen Oscar in der Kategorie „Bester Kurzfilm“ (1 Filmrolle) nominiert, musste sich jedoch Edmund Reek und dessen Film Menschen in der Stadt (OT: Människor i stad) geschlagen geben. Der schwedische Film beinhaltet Momentaufnahmen von Menschen in Stockholm.